# Dirk van den Berg
Dirk van den Berg (Hilden, 10 maggio 1966) è un regista, produttore cinematografico e sceneggiatore tedesco.

## Biografia
Lasciando la Germania, si sposta a Roma per studiare musicologia e teoria e pratica del cinema alla Sapienza Università di Roma. Come uno degli ultimi allievi di Andrea Camilleri, van den Berg si diploma nel 1992 come regista all'Accademia Nazionale d'Arte Drammatica Silvio D'Amico.
Poco dopo, gli viene offerta la possibilità di fare il suo primo film da regista e assieme all'autore russo Vladimir Makanin van den Berg scrive una serie di sceneggiature incentrate sulla realtà dell'ex-Unione Sovietica in piena trasformazione. Nonostante il buon esito del film non furono prodotti altri episodi al di là del pilota.
Van den Berg decise di dedicarsi al cinema e di re-imparare il lavoro del regista direttamente sul campo. In parallelo all'ormai iniziata carriera artistica, comincia a lavorare prima come aiuto regista, comeregista d'azione e di seconda unità e come line producer e produttore. Dopo aver partecipato a numerosi progetti internazionali, nel 2006 van den Berg decide di tornare in Germania e inizia a lavorare come producer per la casa di produzione indipendente K5 Film. Qui produce tra l'altro lo thriller Steel Trap, diretto dal regista americano-messicano Luis Camara, la commedia romantica Separation Citye altri progetti. Tornato produttore indipendente dall'inizio del 2009, come Associate Producer firma la co-produzione americano-tedesca Generation 9/11, un documentario-dramma impegnato diretto dal premio Oscar Nigel Noble. La maggior parte delle sequenze medio-orientali (le riprese si sono svolte tra l'altro in Afghanistan, Iraq, Siria, Giordania e in Palestina) sono state girate da van den Berg stesso.
Nel febbraio del 2010, van den Berg fonda la produzione cinematografica OutreMer Film, che sviluppa e produce film incentrati su tematiche ancorate nell'area del medio oriente e dell'asia centrale. Il primo film in produzione, Seams of Desire, si propone di entrare nel regno segreto della sessualità delle donne arabe di Damasco e Beirut.

## Filmografia (selezione)
- Seams of Desire (2011), produttore
- Generation 9/11 (2010), produttore creativo e produttore esecutivo Middle East, regia: Nigel Noble (Academy Award winner)
- Separation City (2009), line producer Germania, regia: Paul Middleditch
- Condemned (2007), produttore K5 Film, regia: Luis Camara,
- Io, Don Giovanni (2006), line producer, consulente e coordinatore musicale, regia: Carlos Saura
- The Prey (2005), line producer, regia: Curtis Radclyffe
- The Grooming (2005), line producer, regia: John Irvin
- The Lives of the Saints (2004), action director, regia: Jerry Ciccoriti
- Le Fugitif (2004), line producer (Francia), regia: Andrea Manni
- Die Spur meiner Tochter (2000), action director, regia: Hajo Gies
- Il Cielo sotto il Deserto (1998), line producer, regia: Alberto Negrin
- Nicolao Dalle Pomarance (TV) (2003-2004, serie di documentari), regia
- Falsche Liebe (TV) (2000), regia
- Russische Zeiten (TV) (1993, serie), regia

## Premi
- 1993 European Script Fund Best European Screenplay for the Script "OutreMer"